# Rossejat
El rossejat d'arròs, arròs rossejat o simplement rossejat (en altres llocs anomenat, popularment, arrossejat, arròs sejat, arròs seixat) és una tècnica de cuina típica per a l'elaboració de molts plats amb arròs o pasta (fideus) a la conca Mediterrània (Catalunya, Illes Balears, País Valencià, Múrcia...). És un plat típic de pescadors, d'origen humil, que preparaven aquests mateixos a la mar per a aprofitar el peix que no es venia, i que es pot degustar a moltes poblacions costaneres del Mediterrani, sobretot de les Terres de l'Ebre i comarques septentrionals del País Valencià, com per exemple l'Ametlla de Mar, Amposta, Cambrils, la Ràpita, Calafell, Vinaròs, etc.
La particularitat d'aquest arròs és que es rosseja en oli d'oliva abans d'acabar-se de coure en el brou o aigua (tècnica típica de les paelles, per exemple), i és precisament d'aquesta tècnica característica d'on li ve el nom. Hi ha un plat similar, amb l'única diferència que l'arròs se substitueix per fideus fins, que també s'anomena rossejat o, per a diferenciar-lo, rossejat de fideus o fideus rossejats.
Al País Valencià, hi ha un rossejat molt típic que s'anomena arròs a banda.

## Festes
A l'Ametlla de Mar fa més de vint anys que cada agost la confraria nova de pescadors organitza "la Diada del Rossejat", que inclou un concurs de rossejats i acredita el guanyador absolut com a Mestre Rossejaire de l'Ametlla de Mar. És un dels actes més populars i multitudinaris dels que es fan a l'Ametlla durant tot l'estiu.

## Recepta
Rossejat de brou de sardina

### Ingredients
- 400 grams d'arròs rodó (si pot ser, de la varietat ‘bomba')
- 20 sardines de bona mida i ben fresques
- 4 patates mitjanes
- 1 ceba
- 2 grans d'all
- julivert
- 1 tomàquet petit i madur
- 1 cullerada de postres de pebre vermell dolç
- 8 cullerades soperes d'oli d'oliva
- 2 litres d'aigua
- sal

### Elaboració
Primer de tot es fa el sofregit per a preparar el brou utilitzat per a coure l'arròs.
En una cassola grossa, posem quatre cullerades d'oli d'oliva i sofregim la ceba trinxada i els alls tallats petits, a foc lent. Quan hagin enrossit lleument, hi afegim el tomàquet tallat en quatre trossos i ho deixem que sofregeixi bé fins que l'aigua del tomàquet s'hagi evaporat. Trinxem una bona branqueta de julivert i la posem a dintre el sofregit, juntament amb les patates que haurem pelat i trencat en trossos. Es va remenant el sofregit, a fi i efecte que les patates no se'ns enganxin en el fons de l'olla i, quan estiguin un xic rosses hi afegim el pebre vermell dolç i molt ràpidament perquè no se'ns cremi el pebre, hi aboquem l'aigua i ho deixem a foc fort fins que es posi a bullir; ho salem al nostre gust i quan arrenqui el bull, deixem que coguin les patates uns deu minuts i tot seguit hi posem les sardines, prèviament netes d'escata (treure el cap i les entranyes és opcional, recordem que és una recepta autènticament marinera) Deixem que arrenqui de nou el bull i ho deixem coure durant un parell de minuts. Colem el brou resultant i, en un lloc on es mantingui l'escalfor, reservem les sardines i les patates, perquè, amb l'acompanyament d'una maionesa o un allioli, ens farà de primer plat; primer menjarem el peix i després l'arròs.
Posem al foc, en una cassola plana, les quatre cullerades d'oli que ens han restat i l'arròs i, sense deixar de remenar en cap moment, l'anem enrossint. Quan tingui un color ben daurat, hi aboquem el brou suficient per cobrir l'arròs i mantenim la resta del brou ben calent per anar afegint-ne, si fa falta; ha de coure uns vint minuts i el resultat ha de ser un arròs sec (sense gens de brou).
El sabor del plat i el resultat a taula pot ser diferent si substituïm les sardines per altres tipus de peix com rap, escórpora o palangre o també si a més a més hi posem crustacis com crancs, galeres, gambes o escamarlans.